# Franz Schafheitlin
Franz Schafheitlin, född 9 augusti 1895 i Berlin, Kejsardömet Tyskland, död 6 februari 1980 i Pullach im Isartal, Bayern, Västtyskland, var en tysk skådespelare. Schafheitlin filmdebuterade 1927. När han gjorde sin sista roll framför kameran i TV-serien Café Wernicke 1980 hade han medverkat i över 200 filmer och TV-produktioner.

## Filmografi, urval
- 1929 – Den underbara lögnen
- 1932 – Mysteriet Milton
- 1935 – Eva
- 1938 – Tillbaka till hemmet
- 1939 – Det odödliga hjärtat
- 1940 – Angelika
- 1940 – Bismarck
- 1941 – Ohm Krüger
- 1942 – Den store segraren
- 1942 – Rembrandt - målaren och hans modeller
- 1943 – Paracelsus
- 1943 – Titanic
- 1944 – Der große Preis
- 1944 – Vildfågel
- 1945 – Brinnande hjärtan
- 1947 – Autostrada
- 1950 – Trähästen
- 1951 – Du tog min kärlek
- 1954 – Regina Amstetten
- 1958 – Smutsig ängel
- 1959 – Och bortom sjunga skogarna